# K-League-Junior-Meisterschaft
Die K-League-Junior-Meisterschaft ist ein seit 2015 ausgetragener Fußball-Ligapokalwettbewerb für südkoreanische K-League-Jugend-Vereinsmannschaften. Er wird jährlich von der Korea Football Association (KFA) veranstaltet.
Der Sieger des Ligapokals wird nach dem K.-o.-System ermittelt. Endet ein Spiel nach regulärer Spielzeit unentschieden, kommt es zu einer Verlängerung. Ist das Spiel auch dann nicht entschieden, wird der Sieger durch Elfmeterschießen ermittelt. 

## Pokalendspiele und Pokalsieger
| Saison | Sieger          | Ergebnis        | Finalist                | Torschützenkönig                         |
| ------ | --------------- | --------------- | ----------------------- | ---------------------------------------- |
| 2015   | Jeonnam Dragons | 2:1             | Ulsan Hyundai           | Kim Bo-seob, Incheon United FC, (5 Tore) |
| 2016   | Busan IPark     | 1:1 (4:3 i. E.) | Incheon United          | Jeong Sang-kyu, Gwangju FC, (6 Tore)     |
| 2017   | Pohang Steelers | 2:0             | Seongnam FC             | Bae Ho-jun, Pohang Steelers, (5 Tore)    |
| 2018   | Ulsan Hyundai   | 2:0             | FC Seoul                | Park Jeong-in, Ulsan Hyundai, (7 Tore)   |
| 2019   | Gwangju FC      | 0:0 (5:3 n. E.) | Suwon Samsung Bluewings | Heo Yul, Gwangju FC, (7 Tore)            |
| 2020   | Pohang Steelers | 3:1             | Ulsan Hyundai           | Eom Ji-seong, Gwangju FC, (8 Tore)       |